# 2022年吉爾吉斯—塔吉克邊境衝突
2022年吉尔吉斯斯坦-塔吉克斯坦冲突是指2022年1月27日起吉尔吉斯斯坦和塔吉克斯坦之間爆發的一系列零星边界冲突。
1月27日的冲突导致两名平民死亡，多人受伤。  塔吉克斯坦国家安全委员会)表示，该国有10名公民在衝突中受伤，其中6名是军人，其余为平民。吉尔吉斯斯坦卫生部表示，该国至少有11名公民在衝突中受傷。吉尔吉斯斯坦当局表示，塔吉克斯坦公民封锁了巴特肯和伊斯法纳吉之间的道路，此次衝突就是由塔方公民的封鎖所引發。 
3月10日，吉尔吉斯斯坦-塔吉克斯坦边境的兩國边防人员在巴特肯区发生武装冲突，此次衝突造成一名塔吉克斯坦边防人员死亡。此次衝突發生后，巴特肯州和粟特州的官员举行了会谈。 
6月3日，吉尔吉斯斯坦士兵越过沃鲁赫附近的吉尔吉斯斯坦-塔吉克斯坦边界后，兩國爆發了边界冲突。6月14日，塔吉克边防军與吉尔吉斯边防部队發生衝突，一名塔吉克边防军士兵丧生，另有三人受伤。 
9月14日，塔吉克边防军與吉尔吉斯边防部队發生衝突。吉爾吉斯斯坦方面表示交火造成1名塔吉克边防军士兵死亡，另有2人受伤。 當天晚些时候，又有两名边防警卫被杀，另有11人受伤，其中5人是平民。 塔吉克斯坦军队的坦克、装甲输送车和迫击炮攻入吉尔吉斯斯坦的村庄，并炮击吉尔吉斯斯坦巴特肯机场及邻近地区。  吉尔吉斯斯坦方面表示該國至少有24人死亡，另有87人受伤，据駐扎於伊斯法拉的塔吉克军队表示，衝突造成1名平民死亡，另有3人受伤。
此時两国领导人正在乌兹别克斯坦撒馬爾罕出席2022年上海合作组织峰会，兩國領導人会面并就冲突進行討論。吉尔吉斯斯坦最高议会就邊界衝突召开紧急会议。 吉尔吉斯斯坦還從衝突地區疏散了136,000 多人。 塔吉克斯坦表示，吉尔吉斯斯坦Bayraktar TB2无人机对該國的清真寺發動袭击並造成15名平民丧生。吉尔吉斯斯坦宣布巴特肯地区进入紧急状态。
吉尔吉斯斯坦境內的房屋和民用建筑遭到焚烧和抢劫。吉尔吉斯斯坦当局表示，已有137,000人被疏散到巴特肯和奥什地区。
双方于2022年9月16日夜间达成停火协议，停火持续了大约一天後雙方再度爆發衝突。
吉尔吉斯斯坦总统萨德尔·扎帕罗夫在电视讲话中表示，吉尔吉斯斯坦将以和平方式解决吉塔边界问题。塔吉克斯坦外交部表示，解决冲突的关键在于谈判，并重申衝突是由吉尔吉斯斯坦挑起。塔吉克斯坦粟特州负责人表示，吉尔吉斯斯坦和塔吉克斯坦已同意从兩國边境撤出军事装备和部队。  2022年9月20日，塔吉克斯坦和吉尔吉斯斯坦签署了和平协议。